# Liste der denkmalgeschützten Objekte in Hartkirchen
Die Liste der denkmalgeschützten Objekte in Hartkirchen enthält die 8 denkmalgeschützten, unbeweglichen Objekte der Gemeinde Hartkirchen in Oberösterreich (Bezirk Eferding).

## Denkmäler
| Foto |                 | Denkmal                                                                | Standort                                     | Beschreibung | Metadaten |
| ---- | --------------- | ---------------------------------------------------------------------- | -------------------------------------------- | --- | --- |
| ja   | Datei hochladen | Kath. Pfarrkirche hl. Stephan HERIS-ID: 8173 Objekt-ID: 4121           | Pfarrgasse Standort KG: Hartkirchen          | Die gotische Kirche wurde wohl unter Nutzung von romanischen Teilen errichtet und später stark barock umgestaltet. | BDA-Hist.: Q26250771 Status: § 2a Stand der BDA-Liste: 2025-06-30 Name: Kath. Pfarrkirche hl. Stephan GstNr.: .3 Pfarrkirche Hartkirchen                           |
| ja   | Datei hochladen | Pfarrhof HERIS-ID: 8169 Objekt-ID: 4117                                | Pfarrgasse 1 Standort KG: Hartkirchen        | | BDA-Hist.: Q37997088 Status: § 2a Stand der BDA-Liste: 2025-06-30 Name: Pfarrhof GstNr.: .1/1 Pfarrhof Hartkirchen                                                 |
| ja   | Datei hochladen | Bauernhaus, Finkenhaus HERIS-ID: 8194 Objekt-ID: 4142                  | Vornholz 24 Standort KG: Hartkirchen         | | BDA-Hist.: Q37997859 Status: Bescheid Stand der BDA-Liste: 2025-06-30 Name: Bauernhaus, Finkenhaus GstNr.: .92 Finkenhaus, Vornholz 24                             |
| ja   | Datei hochladen | Figurenbildstock hl. Johannes Nepomuk HERIS-ID: 8188 Objekt-ID: 4136   | Standort KG: Hartkirchen                     | | BDA-Hist.: Q37997667 Status: § 2a Stand der BDA-Liste: 2025-06-30 Name: Figurenbildstock hl. Johannes Nepomuk GstNr.: 3222 Statue of John of Nepomuk, Hartkirchen  |
| ja   | Datei hochladen | Kath. Filialkirche hl. Johannes Baptist HERIS-ID: 8170 Objekt-ID: 4118 | Hilkering Standort KG: Schaumberg            | | BDA-Hist.: Q37997099 Status: § 2a Stand der BDA-Liste: 2025-06-30 Name: Kath. Filialkirche hl. Johannes Baptist GstNr.: .181 Sankt Johannes der Täufer (Hilkering) |
| ja   | Datei hochladen | Ehem. Pfarrhof HERIS-ID: 8172 Objekt-ID: 4120                          | Hilkering 1 Standort KG: Schaumberg          | | BDA-Hist.: Q37997120 Status: § 2a Stand der BDA-Liste: 2025-06-30 Name: Ehem. Pfarrhof GstNr.: .169 Pfarrhof Hilkering                                             |
| ja   | Datei hochladen | Brunnenkapelle HERIS-ID: 8171 Objekt-ID: 4119                          | bei Hilkering 1 Standort KG: Schaumberg      | | BDA-Hist.: Q37997109 Status: § 2a Stand der BDA-Liste: 2025-06-30 Name: Brunnenkapelle GstNr.: 1455 Brunnenkapelle Hilkering                                       |
| ja   | Datei hochladen | Ruine Schaunberg HERIS-ID: 8174 Objekt-ID: 4122                        | südlich Schaumberg 2 Standort KG: Schaumberg | → Hauptartikel : Burgruine Schaunberg f1                                                                           | BDA-Hist.: Q1015502 Status: Bescheid Stand der BDA-Liste: 2025-06-30 Name: Ruine Schaunberg GstNr.: 1/2, 1/1, 3/2 Burgruine Schaunberg                             |